# 三重県道8号四日市鈴鹿環状線
三重県道8号四日市鈴鹿環状線（みえけんどう8ごう よっかいちすずか かんじょうせん）は、三重県四日市市から鈴鹿市までを結ぶ県道（主要地方道）である。

## 概要
四日市市と鈴鹿市の市街地を結ぶ重要路線である。
概ね片側1車線道路だが、四日市市笹川付近・同市采女付近等では、対向するのも厳しい狭道がある。さらに大字茂福の北部では乗用車一台分の幅しかなく大型車は通行不能。また、鈴鹿市神戸付近も道幅が狭く、一方通行区間がある。各所で改良が進められ、四日市市波木町から四日市市釆女町の間で事業が行われる予定である。

### 路線データ
2016年（平成28年）4月1日現在。
- 総延長：29.5713 km[1]
  - 実延長：29.0694 km[1]
  - 重用延長：0.5019 km[1]
- 橋梁：37本（総延長：1.0543 km）[1]
- 起点：四日市市東富田町1017-17番地先[1] - 近鉄富田駅口交差点=国道1号交点
- 終点：鈴鹿市北玉垣町字細田1660の4番地先[1] - 北玉垣町交差点=国道23号交点

## 歴史
- 1977年（昭和52年）3月18日 - 三重県道8号四日市環状線として路線認定される[2]。
- 1982年（昭和57年）4月2日 - 三重県道8号四日市鈴鹿環状線に改称する[5]。
- 1993年（平成5年）5月11日 - 建設省から、県道四日市鈴鹿環状が四日市鈴鹿環状線として主要地方道に指定される[6]。
- 2025年（令和7年）3月23日 - 釆女北工区（四日市市釆女町、0.9 km）が開通[7]。

## 路線状況

### 重複区間
- 三重県道520号富田停車場線（近鉄富田駅口交差点、起点 - 四日市市富田2丁目）
- 三重県道9号四日市員弁線（四日市市茂福 - 四日市市羽津）
- 国道477号（四日市市尾平町 地内）
- 三重県道44号宮妻峡線（四日市市八王子町 - 四日市市波木町）
- 三重県道630号川島貝家線（四日市市八王子町 - 四日市市貝塚町）
- 三重県道407号三畑四日市線（四日市市貝家町 地内）

### 利用状況
交通量
| 地点               | 平日12時間        | 平日24時間        |
| 地点               | 2005年度⇒2010年度 | 2005年度⇒2010年度 |
| 四日市市富田一丁目 | 4,226台⇒ 3,773台  | 5,156台⇒ 5,056台  |
| 四日市市垂坂新町   | 8,313台⇒ 7,059台  | 10,807台⇒ 9,388台 |
| 四日市市青葉町     | 14,606台⇒13,389台 | 18,988台⇒17,807台 |
| 四日市市波木町     | 2,559台⇒11,296台  | 3,122台⇒15,024台  |

## 地理

### 通過する自治体
- 四日市市
- 鈴鹿市

### 交差する道路
- 国道1号（起点）
- 三重県道520号富田停車場線（四日市市富田2丁目）
- 三重県道9号四日市員弁線（四日市市茂福）
- 三重県道64号上海老茂福線（四日市市羽津）
- 三重県道9号四日市員弁線（四日市市羽津）
- 三重県道622号小牧小杉線（四日市市東坂部町）
- 国道365号（四日市市生桑町）
- 国道477号バイパス（四日市市尾平町・尾平西交差点）
- 国道477号バイパス（四日市市尾平町・新尾平橋北）
- 国道477号（四日市市尾平町・新尾平橋南詰）
- 三重県道44号宮妻峡線（三重県道630号川島貝家線重複）（四日市市八王子町）
- 三重県道44号宮妻峡線・三重県道140号四日市菰野大安線（四日市市波木町）
- 三重県道407号三畑四日市線（四日市市貝家町、三重県道630号川島貝家線終点）
- 三重県道632号水沢本町采女線（四日市市貝家町）
- 三重県道407号三畑四日市線（四日市市貝家町）
- 国道1号（四日市市釆女町・釆女南交差点）
- 三重県道115号鈴鹿宮妻峡線（鈴鹿市木田町）
- 三重県道8号四日市鈴鹿環状線 支線（鈴鹿市木田町）
- 三重県道27号神戸長沢線（鈴鹿市河田町）
- 三重県道103号四日市鈴鹿線（鈴鹿市神戸1丁目）
- 三重県道553号伊勢若松停車場神戸地子線（鈴鹿市矢橋1丁目）
- 三重県道54号鈴鹿環状線（鈴鹿市神戸3丁目）
- 国道23号（終点）

### 支線
- 国道1号（四日市市釆女町）
- 三重県道8号四日市鈴鹿環状線 現道（鈴鹿市木田町）

### 沿線にある施設など
- 近鉄名古屋線・三岐鉄道三岐線 近鉄富田駅
- 三重県立四日市高等学校
- 四日市市立三重小学校
- イオン四日市尾平ショッピングセンター
- 伊勢国分寺跡
- 鈴鹿市考古博物館
- 鈴鹿市立神戸中学校
- 鈴鹿市立河曲小学校
- 近鉄鈴鹿線 鈴鹿市駅
- 鈴鹿市役所
- 三重県立四日市商業高等学校
- 三重県立神戸高等学校

## 別名
- あさけ通り（四日市市）
- 伊勢街道（四日市市、鈴鹿市）
- 伊勢参宮街道（四日市市、鈴鹿市）
- 旧国道23号（四日市市、鈴鹿市）